# 元衍
元 衍（げん えん、生没年不詳）は、北魏の皇族。広陵侯。字は安楽。

## 経歴
陽平王拓跋新成と雷氏のあいだの子として生まれた。広陵侯の爵位を受け、梁州刺史に任じられた。仮の王位を請求したが、帝に拒絶された。徐州刺史に転じた、徐州で病が重くなり、帝は徐成伯を派遣して元衍の診療にあたらせた。生母の雷氏が死去すると、州刺史の任を解くよう要請した。後に雍州刺史として死去した。諡は康侯といった。

## 子女
- 元璨
- 元暢（孝武帝に従って入関し、鴻臚となり、博陵王に封じられた。537年、東征中に陣没した）
- 元融（孝荘帝の末年に直閤将軍、爾朱兆が洛陽に入ると民間に逃亡した。孝武帝に従って入関し、魏興王に封じられた。侍郎・殿中尚書に上った）

## 伝記資料
- 『魏書』巻19上 列伝第7上
- 『北史』巻17 列伝第5